# Rivière du Petit-Cloridorme
Pour les articles homonymes, voir Cloridorme.
La rivière du Petit-Cloridorme est un affluent du littoral nord-est de l'estuaire du Saint-Laurent, coulant dans la municipalité de canton de Cloridorme, dans la municipalité régionale de comté (MRC) de La Côte-de-Gaspé, dans la région administrative de la Gaspésie-Îles-de-la-Madeleine, au Québec, au Canada.

## Géographie
La rivière du Petit-Cloridorme prend sa source de ruisseaux de montagnes et de décharges d'un ensemble de lacs de sa zone de tête, dans les monts Chic-Chocs qui font partie des monts Notre-Dame. La montagne Sèche sépare le bassin versant de la rivière du Grand-Cloridorme (contournant cette montagne du côté ouest et Nord), ainsi que le versant du Grand Ruisseau (drainant le versant Sud de cette montagne) et de la rivière du Petit-Cloridorme (drainant le versant Est de cette montagne).
À partir de sa source, la rivière du Petit-Cloridorme coule sur 9,4 km, répartis selon les segments suivants :
- 3,2 km vers le nord, recueillant les eaux de plusieurs décharges de lacs, jusqu'à la confluence du Grand Ruisseau (venant de l'ouest) ;
- 1,1 km vers le nord-est, jusqu'à la décharge du lac de la Montagne Sèche (venant de l'ouest) ;
- 2,4 km vers le nord-est, en passant sous le pont de la route de la Colonie ;
- 1,6 km vers le sud-est, en recueillant les eaux de quatre ruisseaux (venant du sud), jusqu'à la confluence des lacs des Chicoine et Beaudoin (venant de l'Est) ;
- 1,1 km vers le nord-est, en passant sous le pont de la route 132, jusqu'à sa confluence[3].

Au terme de son cours, la rivière se déverse dans l’anse du Petit-Cloridorme, au village de Cloridorme, sur le littoral sud de l'estuaire maritime du Saint-Laurent. Cette anse forme la partie sud-est de la baie de Cloridorme. Cette confluence se situe entre la pointe à Hubert (côté ouest du havre) et la pointe Barreau (côté est du havre), à 1,7 km à l'est de la confluence de la rivière du Grand-Cloridorme.

## Toponymie
Le toponyme Rivière du Petit-Cloridorme a été officialisé le 5 décembre 1968 à la Commission de toponymie du Québec.